# Distretto di Yuquan
Il distretto di Yuquan (玉泉区S) è un distretto della Cina, situato nella regione autonoma della Mongolia Interna e amministrato dalla prefettura di Hohhot.